# Andrij Semenov
Andrij Serhijovyč Semenov (in ucraino Андрій Сергійович Семенов?; Orhei, 4 luglio 1984) è un pesista e discobolo ucraino.

## Palmarès
| Anno | Manifestazione           | Sede           | Evento           | Risultato | Misura  | Note                                     |
| ---- | ------------------------ | -------------- | ---------------- | --------- | ------- | ---------------------------------------- |
| 2001 | Mondiali allievi         | Debrecen       | Lancio del disco | 4º        | 58,38 m |                                          |
| 2008 | Olimpiadi                | Pechino        | Getto del peso   | 14º       | 20,01 m |                                          |
| 2010 | Europei                  | Barcellona     | Getto del peso   | 14º       | 19,31 m |                                          |
| 2011 | Europei indoor           | Parigi         | Getto del peso   | 10º       | 19,47 m |                                          |
| 2011 | Mondiali                 | Taegu          | Getto del peso   | 21º (q)   | 19,45 m |                                          |
| 2011 | Giochi mondiali militari | Rio de Janeiro | Getto del peso   | Oro       | 20,02 m |                                          |
| 2011 | Giochi mondiali militari | Rio de Janeiro | Lancio del disco | 13º       | 48,54 m | Miglior prestazione personale stagionale |
| 2012 | Olimpiadi                | Londra         | Getto del peso   | 14º       | 20,08 m |                                          |
| 2013 | Europei indoor           | Göteborg       | Getto del peso   | 14º (q)   | 19,53 m |                                          |

## Altre competizioni internazionali
2008
- 6º al DécaNation ( Parigi), getto del peso - 18,36 m

2009
- 7º agli Europei a squadre ( Leiria), getto del peso - 19,37 m

2010
- 7º agli Europei a squadre ( Bergen), getto del peso - 19,38 m

2011
- 5º agli Europei a squadre ( Stoccolma), getto del peso - 19,38 m

2012
- 5º al DécaNation ( Albi), getto del peso - 17,84 m

2013
- in Coppa Europa invernale di lanci ( Castellón de la Plana), getto del peso - 19,55 m
- 7º al DécaNation ( Valence), getto del peso - 17,43 m

2014
- 19º in Coppa Europa invernale di lanci ( Leiria), getto del peso - 17,98 m